# Rina Banerjee
Pour les articles homonymes, voir Banerjee.
Rina Banerjee, née en 1963 à Calcutta en Inde, est une artiste plasticienne contemporainedont la famille a émigrée, alors qu'elle était très jeune, à Londres puis aux États-Unis. Elle associe dans ses créations des éléments issus de sa vie occidentale à d'autres qu'elle conserve de son enfance en Inde.

## Biographie
Rina Banerjee est née en 1963 dans une famille bengalie à Calcutta, dans l'État indien du Bengale occidental,. Mais elle grandit à Londres et à New York, sa famille ayant émigré alors qu'elle était très jeune,. Elle vit, depuis, aux États-Unis. Elle devient d'abord ingénieur avant de se consacrer aux arts visuels,. Rina Banerjee mentionne dans des interviews que l'inspiration pour son art vient de ses souvenirs d'enfance, lorsqu'elle rendait visite à son grand-père. De nombreuses images de ses visites à son grand-père sont restées en elle et peuvent être vues dans son travail artistique. Elle aime que ses œuvres ne soient pas statiques, mais en constante évolution. Elle obtient un diplôme en peinture et gravure à la Yale School of Art de l'Université Yale en 1995, après avoir obtenu, dans une formation initiale, une licence en ingénierie des polymères à la université Case Western Reserve dans l'Ohio. Les œuvres de Banerjee ont été exposées au Bronx Museum of the Arts, au Whitney Museum of American Art et dans d'autres musées réputés.

## Expositions personnelles
- 2011	: Musée Guimet, Paris.
- 2010	:
  - Forever foreign, Haunch of Venison, London, England
  - Without face: Cultivating the foreign, Armory Show, Galerie Nathalie Obadia, New York, USA
  - Wild Things, Kunsthallen Brandts, Odense, Danemark
- 2009	:
  - Look into my eyes…, Galerie Nathalie Obadia, Brussel, Belgium
  - Allure, Gallery Espace, New Delhi, India
- 2008	: Art Unlimited, Galerie Obadia, Paris, Art Basel 39, Basel, Switzerland
- 2007	:
  - The Wilderness Within, Galerie Volker Diehl, Berlin
  - Tokyo Wonder Site, curated by Kayoko Lemura, Shibuya-Tokyo
  - Shcontemporary, solo show Galerie Nathalie Obadia, Shanghai, China
  - Foreign Fruit, Galerie Nathalie Obadia, Paris
- 2006	:
  - Silver pearl girls and Gardens, VOLTA show 02, NP Gallery, Basel
  - Fantasies Without Travel Will Travel, AMT Gallery, Como, Italy
- 2002	: Phantasmal Pharmacopeia, curated by Suzette Min, Painted Bride Art center, Philadelphia, Pennsylvania, USA
- 2001	:
  - Phantasmal Pharmacopeia, Debs & Co. ;New York, USA
  - Antenna, Bose Pacia Modern, New York, USA
- 2010	:
  - San Jose museum of art, San Jose, California
  - Finding India, Moca, Taipei, Taiwan
  - Devi Foundation, Delhi, Inde
  - Roundabout, City gallery Wellington, New Zealand
  - Bring me a Lion, Hunt Gallery, Webster University, St. Louis, MO, USA
  - Fantasmagoria, le monde mythique, Les Abattoirs, Toulouse, France
  - The road of marvels, path of elegance, Boghossian Foundation, Villa Empain, Brussels, Belgium
- 2009	:
  - Marvellous reality, oganized by Gallery Espace, at Lalit Kala Academi, Rabindra Bhawan, New Delhi
  - Rina Banerjee & Raquid Shaw, Thomas Gibson Ltd., London UK
  - Anomalies, Rossi & Rossi gallery, London, Commissaire Jaishri Abindanchi
  - Wonderland-Through the looking glass, Kade, Amersfoot, Nederland
  - Mythologies, Haunch & Venison, London, England
- 2008 :
  - Pretty is as pretty does, by Laura Heon, Site Sante Fe, New Mexico, 	USA
  - Dyed Roots: the new emergence of culture, curated by Camilla Singh, Mocca Toronto, (Museum of contemporary Canadian Art).
  - Les Fleurs du Mal, (The flowers of evil still bloom), Cueto Project, New York
  - Distant Nearmess, The Nerman Museum of Contemporary Art, curated by Bruce Hartman, Overland Park, Kansas City, USA.
  - Gallery Bodhi Art, Mumbai, War is everywhere, Inde, curated by Shaheen Merali.
  - Indian Focus, Espace Claude Berri, Paris.
  - Smithsonian Museum, Sackler Museum of Asian Art, Washington, USA
  - Nerman Museum of Contemporary Art, Overland Park, Kansas city, with Rina Banerjee, Barti Kher and Subhod Gupta,
  - Dessins de la Collection Florence et Daniel Guerlain, services culturels, Ambassade de France, New York, USA
  - Exploding the Lotus, Co-curated by Jaishri Abichandani and Jane Hart, Art and Culture Center for Hollywood, USA.
- 2007	:
  - An Archeology, The Anita Zabludowicz Art Collection, London
  - I fear I believe, Gallery Espace, New Delhi
- 2006	:
  - Frieze Art fair 2006, Galerie Nathalie Obadia, London
  - Berlin Art Forum 2006, Galerie Volker Diehl, Berlin
  - Sheboygan, John Micheal Kohler Arts Center, Wisconsin, USA
  - Tsumari-Echigo Exhibition 3rd Triennial, Japan, curated by Fram 	Kitawaga
- 2005 :
  - Black Moon Island, One in the Other - Contemporary International Drawing, London, UK
  - Agra, Peabody Essex Museum, curated by Karina Corrigan, w/catalog,Salem, Massachusetts, USA
  - Looking in the Eye of the Beholder, Rotunda Gallery, curated by Janine Cirincione, Brooklyn, NY
  - Greater New York Show, PS1/Moma, curated by Klaus Biesenbach and staff, w/catalog (essay by Sarah Keesler), Queens, New York
  - Fatal Love: Exhibition of South Asian Contemporary Art Now, Queens Museum of Art, curated by Peranna Reddy and Jaishri Achandani, Queens, New York
  - Suspended Ornament, Suite 106 Gallery, New York, USA
  - Smack-Mellon, Sunset/Sunrise, curated by Courtney Martin and Amanda Church, w/catalog, Smack-Mellon Contemporary Art, Brooklyn, New York
  - Space, Brooklyn, New York
- 2004 :
  - Open House, Brooklyn Museum of Art, curated by Charlotta Kotic, w/catalog, Brooklyn, New York
  - Specificity, Riva Gallery, curated by Donald Odita, w/catalog, New York, New York
  - K48 Klubhouse, Deitch Projects, Brooklyn, NY
  - Yankee Remix, Artists Take on New England Massachusetts, Museum of Modern Art, curated by Laura Heon, North Adams, Massachusetts
  - ARCO, curated by Omar Chahoud Lopez, w/catalog, Madrid
  - 5 x 5 Contemporary Art on Contemporary Artists, curated by Shamim Momin, w/catalog, Whitney Museum of American Art, Phillip Morris Space,New York
- 2000 	:
  - Whitney Museum of American Art, Whitney Biennial 2000, w/catalog, New York
  - Au Weidersien, Admit One Gallery, Chelsea, New York
  - Exoticism was for sale, Prokect room, Debs and Company
  - Good Business is the Best Art, Bronx Museum, curated by Lydia Yee 	and Marisol Nieves, Bronx, New York
- 1999 	: R.A.W. Bodies of Resistance, curated by Barbara Hunt w/catalog, Hartford, Connecticut
- 1997 	: A.I.M. (Artists in the Market Place), Bronx Museum, curated by Marisol 	Nieves and Lydia Yee, Bronx, New York